# Eatonina fuscoelongata
Eatonina fuscoelongata is een slakkensoort uit de familie van de Cingulopsidae. De wetenschappelijke naam van de soort is voor het eerst geldig gepubliceerd in 2006 door Rolán & Hernández.